# Mosquée Haydar-Kadi

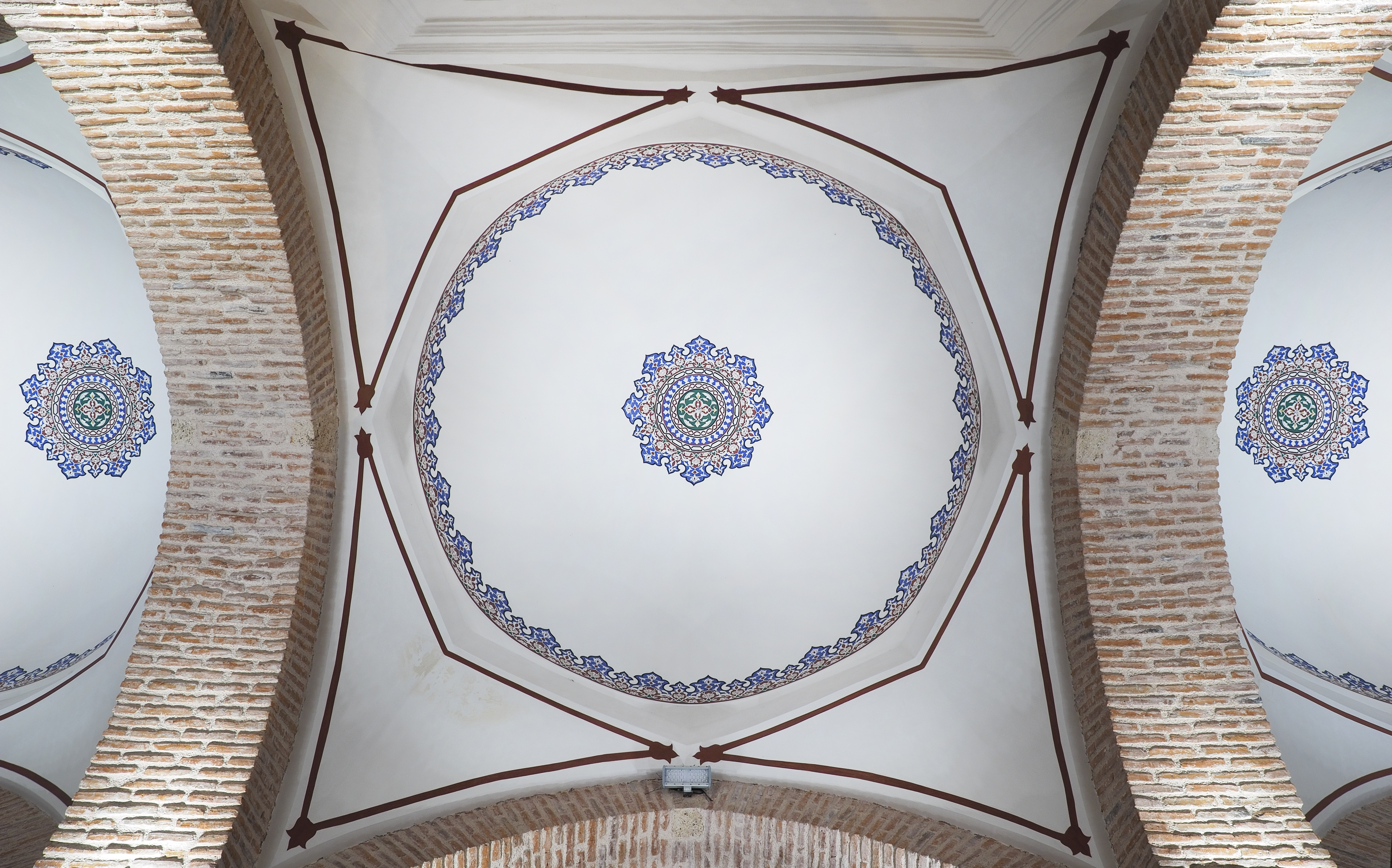
Vue intérieure des dômes à l'entrée de la mosquée.

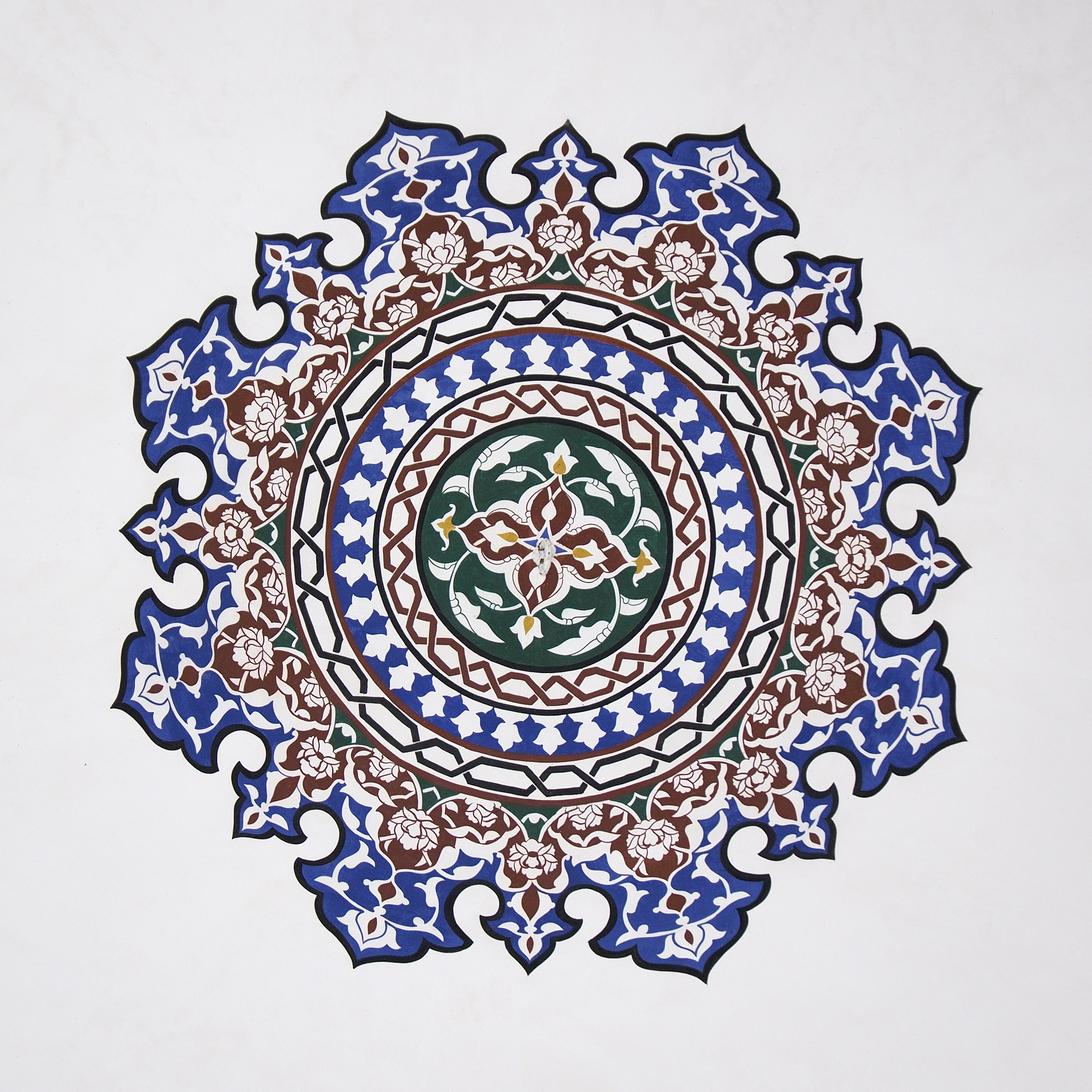
Une arabesque, aux motifs végétaux et géométriques, dans la mosquée.

La mosquée Haydar-Kadi (en macédonien : Ајдар Кади џамија) est une mosquée ottomane située dans la ville de Bitola, en Macédoine du Nord. Elle se trouve dans l'ancien marché aux moutons, près de l'ancien hammam Deboy et du vieux bazar.
Elle a été construite en 1561-1562 par Haydar, cadi de Bitola. Elle est typique des mosquées de Bitola, avec un plan carré, une grande coupole unique et un porche. La coupole, haute de 19 mètres, est supportée par un tambour sur trompes dodécagonal. L'extérieur est très simple, le seul ornement étant les briques qui encadrent les ouvertures. La mosquée est la seule de Macédoine du Nord à avoir deux minarets, dont seuls subsistent les bases.
L'intérieur est dépouillé puisque seul le mirhab est encore présent. Les autres éléments ont été perdus avant la restauration effectuée en 1960-1961. Les peintures murales sont elles aussi rares et en très mauvais état.